# Палас (Нью-Йорк)
Палас (англ. Palace Theatre) — бродвейский театр, который расположен на 175 – й улице на Манхэттене в Нью-Йорке. С 1913 по 1929 год Палас приобрел статус легендарного среди исполнителей водевиля, он так же является ведущим театром организации Кита-Олби и самым бронируемым в стране. Палас вмещает 1610 мест (по состоянию на 2018 год), расположенные на трех уровнях и является одним из крупнейших театров на Бродвее, где в основном идут мюзиклы и концертные выступления. 16 сентября 2018 года, после запуска мюзикла «Губка Боб Квадратные Штаны», театр закрылся на реконструкцию и, как ожидается, откроется снова в 2021 году.

## История

### Водевиль
Палас был спроектирован архитекторами компании Kirchoff & Rose и был профинансирован предпринимателем, Мартином Беком в попытке бросить вызов монополии Кейт-Олби на восточном побережье. Олби, в свою очередь, потребовал, чтобы Бек передал три четверти собственности, чтобы использовать акты из схемы Кита. Бек согласился на сделку и стал ответственным за бронирование.
24 марта 1913 года состоялось открытие театра Палас, а хедлайнером выступил актер Эд Уинн. Открытие потерпело крах, театр потерял сборы в течение нескольких месяцев.
Тем не менее, играть в театре Палас означало, что артист достиг вершины своего мастерства в водевиле. Исполнитель, Джек Хейли, писал:

Только артист эстрады, который выступал на сцене Паласа, может по-настоящему рассказать вам о нем … только артист эстрады может описать тревогу, радость, предвкушение и ликование выступления в Паласе. Путь к вершине успеха в шоу-бизнесе через железные ворота на 47-й улице, через двор к выходу на сцену, был с отличием пройден. Чувство экстаза пришло с осознанием того, что это был Палас, воплощение более чем 15 000 театров водевиля в Америке, и осознанием того, что именно ты был выбран, чтобы играть в нем. Из всех тысяч и тысяч артистов водевиля был выбран именно ты. Самая заветная мечта наконец сбылась.

### Хедлайнеры водевиля
- Гуидо Дейро (1913)
- Эд Уинн (1913)
- Этель Берримор (1913)[5]
- Нора Бейс (1914)[6]
- Фритци Шефф (1914)[7]
- Нан Гальперин (1915)[8]
- Уилл Роджерс (1916)[9]
- Блоссом Сили (1917)[10]
- Лилиан Рассел (1918)[11]
- Леон Эррол (1919)[12]
- Мари Кехилл (1919)[13]
- Ольга Петрова (1919)[14]
- «Дуэт Дикси»
- Берт Уилльямс (1919)[15]
- Мари Дресслер (1919)[16]
- Айлин Стенли (1920, 1926, 1930, 1931)[17]
- Братья Маркс (1920)[18]
- Луи Клейтон и Клифф Эдвардс (1921)[19]
- Бесси Клейтон (1921)[5]
- Фанни Брайс (1923)[20]
- Изабелла Патрикола («Мисс Патрикола») (1923, 1926, 1927, 1938)[21]
- Сесилия Лофтус (1923)[22]
- Трикси Фриганца (1924)[23]
- Флоренс Миллс (1924)[24]
- Клифф Эдвардс (1924)[25]
- Док Рокуэлл (1925)[26]
- Вебер и Филдс (1925)[27]
- Ева Тангуе (1926)[28]
- Барто и Манн (1927, 1929)[29][30]
- Этель Уотерс (1927)[31]
- Джулиан Элтиндж (1927)[32]
- Сестры Дункан (1927)[33]
- Кларк и Маккалоу (1928)[34]
- Клейтон,Джексон и Дуранте (1928)[35]
- Бак и Бабблс (1928, 1929)[36]
- Харри Лэнгдон (1929)[37]
- Мери Хей and Клифтон Уэбб (1929)[38]
- Фил Бейкер (1930, 1931, 1932)[39]
- Джордж Жессель (1930)[11]
- Аделаида Холл (1930, 1931, 1933)[40][41][42]

Так же в театре Палас выступали: Сара Бернар,Эл Джолсон,Энрико Карузо,Хелен Кейн и другие.

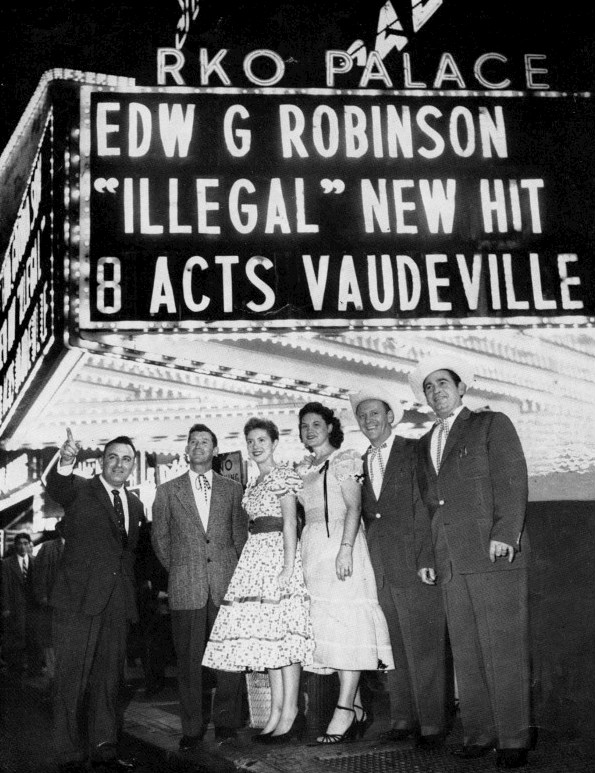
Рекламный снимок Паласа, 1955 год.

### Кинопремьеры
1 мая 1941 года в Паласе состоялась мировая премьера картины «Гражданин Кейн», а 18 марта 1959 года состоялась премьера фильма «Дневник Анны Франк».

### Театр

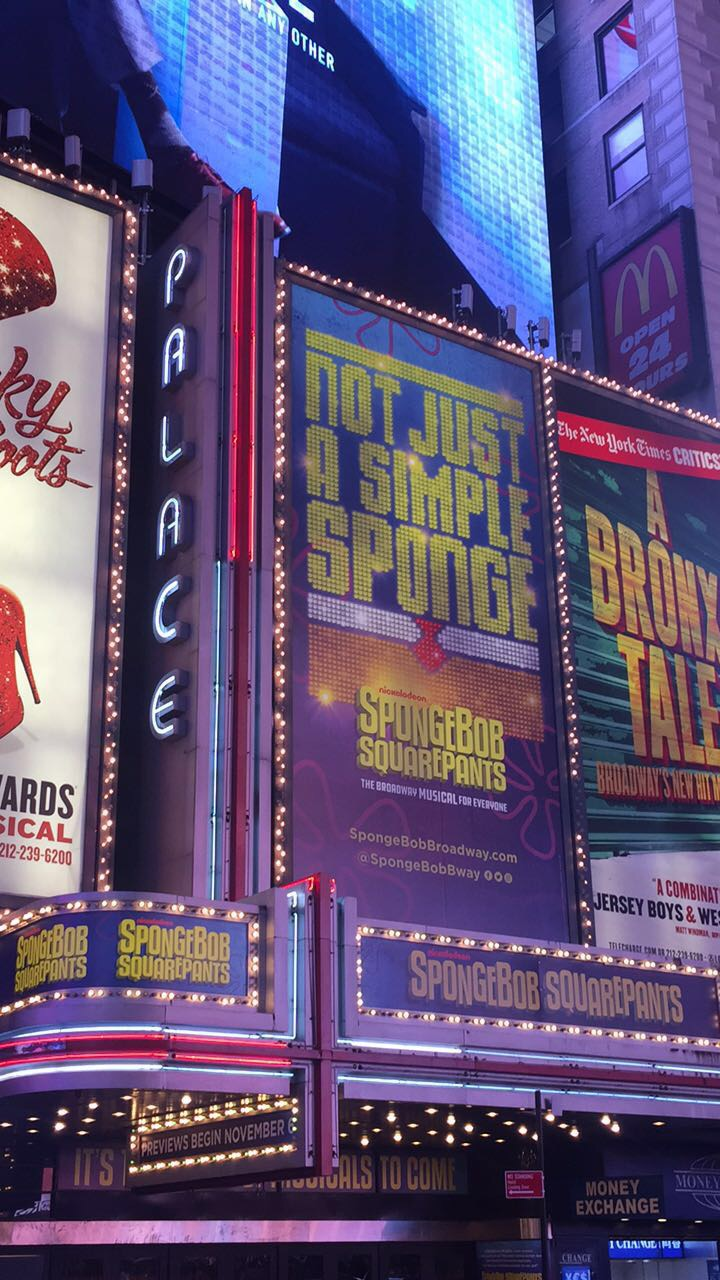
Театр Палас в 2017 году.

В 1965 году организация «Nederlander» выкупила Палас у сети театров РКО. 29 января 1966 года Палас вновь открылся как театр с оригинальной постановкой мюзикла Милая Чарити, хотя в течение некоторого времени в театре показывали фильмы и проходили концертные выступления таких знаменитых актеров, как Джуди Гарленд, Бетт Мидлер, Лайзы Миннелли,Жозефины Бейкер,Эдди Фишера,Ширли Маклейн,Дианы Росс и Викки Карр.
В конце 1980-х годов над театром был построен высокий отель, поддерживаемый двумя суперколоннами, расположенными за оригинальной структурой зрительного зала. Сегодня фасад театра почти полностью скрыт за стеной огромных рекламных щитов. Виден только шатер. Интерьер был отремонтирован в начале 2014 года до премьеры «Holler If Ya Hear Me».В 2015 году организация «Nederlander» и «Maefield Development» объявили об еще одном плане реконструкции стоимостью 2 миллиарда долларов, который будет включать новый вестибюль и вход на 47-ю улицу, а также гардеробные и другие удобства для посетителей. Театр будет поднят на 29 футов (8,8 м), а площадь, занимаемая нынешним вестибюлем, будет заполнена торговыми площадями. Комиссия по сохранению памятников Нью-Йорка одобрила план 24 ноября, однако многие защитники природы выразили озабоченность по поводу этой идеи .28 июня 2018 года городской совет утвердил план.
Театр был оригинальным домом для длительных мюзиклов «La Cage aux Folles» (1983—1987) и «Красавица и Чудовище», премьеры которых состоялись в 1994 году и продолжались более пяти лет, прежде чем перейти в другой театр. Еще одним известным арендатором был мюзикл «Аида», который шел более четырех лет, с 2000 по 2004 год, включил 1852 выступления и выиграл четыре премии «Tony Awards». В Паласе также состоялась премьера мюзикла «Блондинка в законе», адаптации одноименного фильма 2001 года, заключительное выступление которого состоялось 19 октября 2008 года.19 марта 2009 года состоялось возрождение мюзикла «Вестсайдская история».

### Призрак
Ходят слухи, что призрак акробата Луи Боссалины преследует Палас. Согласно различным версиям этой истории, Боссалина «сорвался на смерть в 1950-х годах» и что «работники сцены говорят, что когда театр пуст, призрак Боссалины можно увидеть, качающимся на стропилах». Он издает леденящий кровь крик, а затем снова совершает прыжок. Однако на самом деле Боссалина, который был участником акробатического коллектива «Четыре жемчужины», был ранен, но не смертельно, когда он упал во время представления 28 августа 1935 года. Боссалина (который был неправильно идентифицирован как «Борсалино» в The New York Times) умер в 1963 году в Рединге, штат Пенсильвания, в возрасте 61 года.

## Знаменитые постановки
- 1966: Милая Чарити
- 1967: Генри, милый Генри
- 1968: Джордж M!
- 1970: Аплодисменты
- 1973: Сирано
- 1974: Лорелей
- 1975: Спокойной Ночи Чарли
- 1976: Домой Милый Гомер
- 1976: Ширли Маклейн: живое выступление в Паласе
- 1977: Человек из Ла-Манчи
- 1977: Вечер с Дайаной Росс
- 1979: Гранд-тур
- 1979: Битломания
- 1979: Оклахома!
- 1981: Женщина года
- 1983: Клетка для чудаков
- 1991: Безумства Уилла Роджерса
- 1994: Красавица и Чудовище
- 1999: Миннелли о Миннелли: живое выступление в Паласе
- 2000: Аида
- 2005: Всего трясет меня
- 2006: Лестат
- 2007: Блондинка в законе
- 2008: Лайза в Паласе….
- 2009: Вестсайдская история
- 2011: Присцилла, королева пустыни
- 2012: Энни
- 2014: Кричи, если слышишь меня.
- 2015: Американец в Париже
- 2016: Иллюзионисты
- 2017: Бульвар Сансет; Губка Боб квадратные штаны